# Chikara Pro Wrestling
CHIKARA, unter Fans auch CHIKARA Pro genannt, ist der Name einer US-amerikanischen Wrestling-Promotion, die in Reading, Pennsylvania beheimatet ist.
CHIKARAs Shows haben einen starken Einfluss des mexikanischen Lucha Libre sowie in geringerem Maße vom japanischen Puroresu.

## Geschichte
Am 7. Januar 2002 wurde CHIKARA von Mike Quackenbush und Reckless Youth unter dem Namen The Wrestle Factory gegründet. Im August 2002 beendete Youth seine Mitarbeit bei CHIKARA. Seitdem leitet Quackenbush die Promotion alleine, die am 25. Mai 2002 ihre erste Show abhielt.
2004 konnte Quackenbush den Wrestler Chris Hero von der CZW abwerben, der zwischen 2004 und Oktober 2007 die Leitung des Ligen-eigenen Trainingszentrums, der CHIKIARA Wrestle Factory, übernahm. In der Folge brachte CHIKARA eine Reihe Shows hervor, die inzwischen in der unabhängigen Wrestlingszene etabliert sind. Auch treten regelmäßig Stars aus der nationalen und internationalen Szene dort auf.
Im Oktober 2007 wurde der Schweizer Claudio Castagnoli als Chef-Trainer eingestellt. Wurde zunächst nur in den Vereinigten Staaten veranstaltet, so begann man 2008 eine Zusammenarbeit mit der in Deutschland beheimateten Promotion Westside Xtreme Wrestling. Vermittler der Zusammenarbeit der beiden Promotionen war Castagnoli, der eine seiner Wrestlingwurzeln in dieser deutschen Promotion hatte. Infolge dieser Zusammenarbeit wurden im November des gleichen Jahres in Essen zwei gemeinsam ausgerichtete Shows veranstaltet.
Bereits ein Jahr später richteten CHIKARA und Big Japan Pro-Wrestling in Tokio zwei Shows aus, die am 12. und 13. Juni stattfanden. Obwohl die Promotion durch die Veranstaltungen in Deutschland und Japan nun offiziell als international gilt, waren es die einzigen Auslandsverpflichtungen der Promotion. Sie veranstaltet seitdem nur noch im nationalen Rahmen, das heißt, sie richtet ihre Shows nur noch in den USA und selten auch in Kanada aus.

## CZW/CHIKARA Wrestle Factory
2002 gründete CHIKARA ihre eigene Wrestlingschule. 2004 übernahm der Wrestler CZW-Wrestler Chris Hero die Leitung der „Factory“. Seit der Übernahme Heros steht die Factory in enger Zusammenarbeit mit Combat Zone Wrestling. 2005 erfolgte eine Umbenennung der CHIKARA Wrestle Factory in CZW/CHIKARA Wrestle Factory. Im Oktober 2007 stellte man den Schweizer Claudio Castagnoli als Chef-Trainer ein, der bis 2011 dort arbeitete, da er im Herbst des Jahres einen Vertrag bei WWE unterschrieb. Die Factory ist heute in Philadelphia ansässig. 2011 erfolgte eine weitere Umbenennung in „The Wrestling Factory“, somit trennte man sich namentlich von CHIKARA. Neben Mike Quackenbush sind inzwischen auch Fire Ant, Green Ant, Hallowicked, Ophidian & Chuck Taylor als Trainer in der Factory aktiv.

## Aktuelle Titelträger
| Titel                                       | Aktueller Titelträger                                       | Datum des Titelgewinns |
| ------------------------------------------- | ----------------------------------------------------------- | ---------------------- |
| CHIKARA Campeonatos de Parejas Championship | DevastationCorporation (Max Smashmaster, Blaster McMassive) | 6. Dezember 2014       |
| CHIKARA Grand Championship                  | Icarus                                                      | 25. Mai 2014           |

## Bekannte Veranstaltungen
1. King Of Trios
2. Young Lions Cup
3. Rey de Voladores
4. Tag World Grand Prix
5. Aniversario